# Distretto di Chon Daen
Il distretto di Chon Daen (in thailandese: ชนแดน) è un distretto (amphoe) della Thailandia, situato nella provincia di Phetchabun.